# Tom Emmer
Thomas Earl Emmer Jr. (* 3. března 1961 South Bend, Indiana) je americký právník, lobbista a politik, člen Republikánské strany, od ledna 2023 vůdce legislativní většiny (anglicky tzv. House Majority Whip) ve Sněmovně reprezentantů USA.
Ačkoliv se Emmer narodil v Indianě, v dětství se Emmerova rodina přestěhovala do Ediny v Minnesotě. Je absolventem University of Alaska Fairbanks a William Mitchell College of Law, navštěvoval také Boston College. V letech 2005 až 2011 byl Emmer členem minnesotské Sněmovny reprezentantů. V roce 2010 kandidoval na funkci guvernéra Minnesoty, ale o půl procentního bodu prohrál s Markem Daytonem, členem Minnesotské demokratické zemědělské strana práce. Od roku 2015 je Emmer členem Sněmovny reprezentantů USA, kde reprezentuje šestý minnesotský okrsek. V letech 2019 až 2023 Emmer předsedal Národnímu republikánskému kongresovového výboru (anglicky National Republican Congressional Committee). Ve Sněmovně reprezentantů se Emmer zasazuje o rozvolnění zákonů souvisejících s kryptoměnami.
V roce 2023 chtěl kandidovat na funkci předsedy Sněmovny reprezentantů poté, co byl z funkce odvolán Kevin McCarthy a před Emmerem neúspěšně kandidovali Jim Jordan a Steve Scalise. Z volby odstoupil poté, co na něj slovně tvrdě zaútočil Donald Trump, který jej nazval pojmem RINO.
Od roku 1986 je ženatý a má sedm dětí.